# 메트로폴리스 (1927년 영화)
《메트로폴리스》(Metropolis)는 1927년 독일의 흑백 무성 영화이다. 프리츠 랑이 감독하였고, 1927년 1월 10일 독일에서 개봉했다. 독일 표현주의를 대표하는 영화라고 할 수 있다. 100년 후의 디스토피아 세계를 묘사했으며, 2년 전에 제작된 《전함 포템킨》과 유사하게 자본주의와 공산주의의 대립을 그렸다.

## 줄거리
미래에는 부유한 산업가와 재계 거물, 그리고 이들의 최고 직원들이 거대한 고층 건물에서 메트로폴리스 시를 지배하고 지하에 거주하는 노동자들은 도시에 동력을 공급하는 위대한 기계를 작동하기 위해 고군분투한다. 요 프레더젠은 도시의 주인이다. 그의 아들 프레더는 스포츠와 유원지에서 시간을 보내지 만 마리아라는 젊은 여성의 도착으로 방해를 받는다. 마리아는 부유 한 "형제"의 생활 방식을 목격하기 위해 노동자 자녀 그룹을 데려 왔다. 마리아와 아이들은 안내를 받지만 프레더는 그녀에게 매료되어 그녀를 찾기 위해 낮은 수준으로 이동한다. 기계 홀에서 그는 수많은 노동자를 죽이고 다치는 거대한 기계의 폭발을 목격한다. 프레더는 기계가 몰로치의 사원이고 노동자들이 기계에 먹이를 주고 있다는 환각을 가지고 있다. 환각이 끝나고 죽은 일꾼들이 들것에 실려 가는 것을 본 그는 서둘러 아버지에게 사고 사실을 알린다.
하트 머신의 감독인 그로트는 죽은 일꾼에게서 찾은 프레더젠 비밀 지도를 가져온다. 프레더젠은 폭발이나 지도에 대한 세부 정보를 처음으로 제공하지 않은 조수 요자파트를 해고한다. 노동자들이 처한 가혹한 조건에 대한 아버지의 냉담한 무관심을 본 후 프레더는 노동자들을 돕기로 결정함으로써 비밀리에 아버지에게 반항한다. 그는 요자파트의 도움을 요청하고 기계실로 돌아와 지쳐서 쓰러진 노동자와 자리를 교환한다.
프레더젠은 그 의미를 배우기 위해 발명가 로트방에게 지도를 가져간다. 로트방은 헬이라는 여성과 사랑에 빠졌고, 그녀는 프레더젠과 결혼하기 위해 그를 떠났고 나중에 프레더를 낳다가 사망했다. 로트방은 프레더젠이 헬을 "부활"시키기 위해 만든 로봇을 보여준다. 지도는 메트로폴리스 아래의 지하 묘지 네트워크를 보여주고 두 사람은 조사를 시작한다. 그들은 프레더를 포함한 노동자 모임을 도청한다. 마리아는 노동계급과 지배계급을 하나로 묶을 수 있는 중재자의 도래를 예언하며 그들에게 말을 건다. 프레더는 자신이 역할을 수행할 수 있다고 믿고 마리아에 대한 사랑을 선언한다. 프레더젠은 로트방에게 마리아의 모습을 로봇에 부여하여 노동자들 사이에서 그녀의 신용을 떨어뜨릴 수 있도록 명령하지만 로트방이 로봇을 사용하여 메트로폴리스를 파괴하고 프레더젠과 프레더를 모두 파멸시킬 계획이라는 것을 알지 못한다. 로트방은 마리아를 납치하고 그녀의 모습을 로봇으로 옮긴 다음 로봇을 프레더젠에게 보낸다. 프레더는 두 사람이 포옹하는 것을 발견하고 그것이 진짜 마리아라고 믿고 장기간 섬망에 빠진다. 그의 환각에 끼어든 가짜 마리아는 메트로폴리스 전역에 혼란을 일으켜 사람들을 살인으로 몰아넣고 노동자들 사이에서 반대 의견을 선동한다.
프레더는 요자파트과 함께 회복하여 지하 묘지로 돌아간다. 노동자들에게 일어나 기계를 파괴하라고 촉구하는 거짓 마리아를 찾은 그는 그녀가 진짜 마리아가 아니라고 비난한다. 노동자들은 아이들을 남겨두고 도시에서 기계실까지 거짓 마리아를 따라간다. 그들은 기계를 파괴하고 더 깊은 지하 도시에 홍수를 일으킨다. 로트방의 집에서 탈출한 진짜 마리아는 프레더와 요자파트의 도움으로 아이들을 구한다. 그롯은 침수된 도시에 자녀를 버린 것에 대해 축하하는 일꾼들을 꾸짖는다. 아이들이 죽었다고 생각한 히스테리 노동자들은 가짜 마리아를 붙잡아 화형에 처한다. 겁에 질린 프레더는 속임수를 이해하지 못하고 불이 그녀가 로봇임을 밝힐 때까지 지켜 본다. 로트방은 망상에 빠져 진짜 마리아를 잃어버린 헬로보고 프레더가 쫓는 대성당 지붕으로 그녀를 쫓는다. 두 사람은 프레더젠과 노동자들이 거리에서 지켜보는 동안 싸우고 로트방은 사망한다. 프레더는 프레더젠과 그로트의 손을 연결하여 중재자 역할을 수행한다.

## 출연
- 구스타프 프뢸리히 - 프레더
- 브리기테 헬름 - 마리아 / 로봇
- 알프레트 아벨 - 요 프레더젠
- 루돌프 클라인로게 - 로트방
- 하인리히 게오르게 - 그로트
- 테오도어 로스 - 요자파트
- 프리츠 라스프 - 마른 남자
- 에르빈 비스방거 - 죄르지
- 하인리히 고토

## 같이 보기
- 역대 최고의 영화 목록